# Carolus Matheron
Ne doit pas être confondu avec Marius Matheron
Pour les articles homonymes, voir Matheron.
Carolus Matheron, né le 24 novembre 1905 à Lambesc et mort le 6 février 1974 dans la même ville, est un coureur cycliste sur piste français, spécialiste de la vitesse.

## Biographie
Carolus Matheron, après avoir fait les beaux jours du vélodrome Jean-Bouin de Marseille, vient à Paris, en 1928, où pendant deux années il joue un rôle de premier plan.
En janvier 1929, au Vél' d'hiv', il gagne le match de vitesse France-Allemagne, avec  Marcel Jean vs. Peter Steffes et Paul Osmella,,. En mai, il participe au championnat de France de vitesse, battu en 1/4 de finale par Michard et Chapalain; en juin, lors de la deuxieme épreuve du championnat de France, il est battu en 1/4 de finale par Pierre Chapalain.
Fin 1930, il abandonne la compétition pour aider son père dans son entreprise de peinture à Lambesc.

## Palmarès

### Championnat régional
- Champion de vitesse des Bouches-du-Rhône : 1922, 1923 et 1924[10].

### Grand Prix
- Grand Prix du Cercle des Etrangers à Cavaillon : 1928[11]
- Prix du Champ de Mars : 1928[2]
- Grand Prix de Vichy : 1929[12]
- Prix Paris-Province : 1930[13]

### Autres
- Critérium de vitesse des comingmen au Vél' d'Hiv' : janvier 1929[14]
- Critérium des comingnen au Vél' d'Hiv' : juin 1929[15]
- 2e du Critérium national de vitesse des comingmen au Parc des Princes : juillet 1929[16],[17],[18]